# Les Inrockuptibles
Les Inrockuptibles (spesso abbreviato Les Inrocks) è un settimanale francese. Specializzato in musica rock, è nato nel 1986 ed è pubblicato da Les Éditions Indépendantes.

## Storia
La rivista nasce nel 1986, come trimestrale in bianco e nero, ad opera di Christian Fevret e Arnaud Deverre. Il titolo è un neologismo inventato da Jean-Marie Durand, basato su "Les Incorruptibles", versione francese della serie televisiva statunitense, The Untouchables.